# Metrioppia serrata
Metrioppia serrata är en kvalsterart som först beskrevs av Sellnick 1931.  Metrioppia serrata ingår i släktet Metrioppia och familjen Metrioppiidae. Inga underarter finns listade i Catalogue of Life.